# White Motor Company

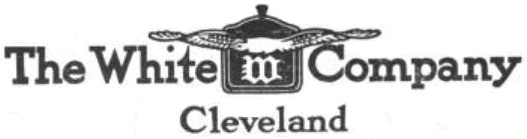
Logo

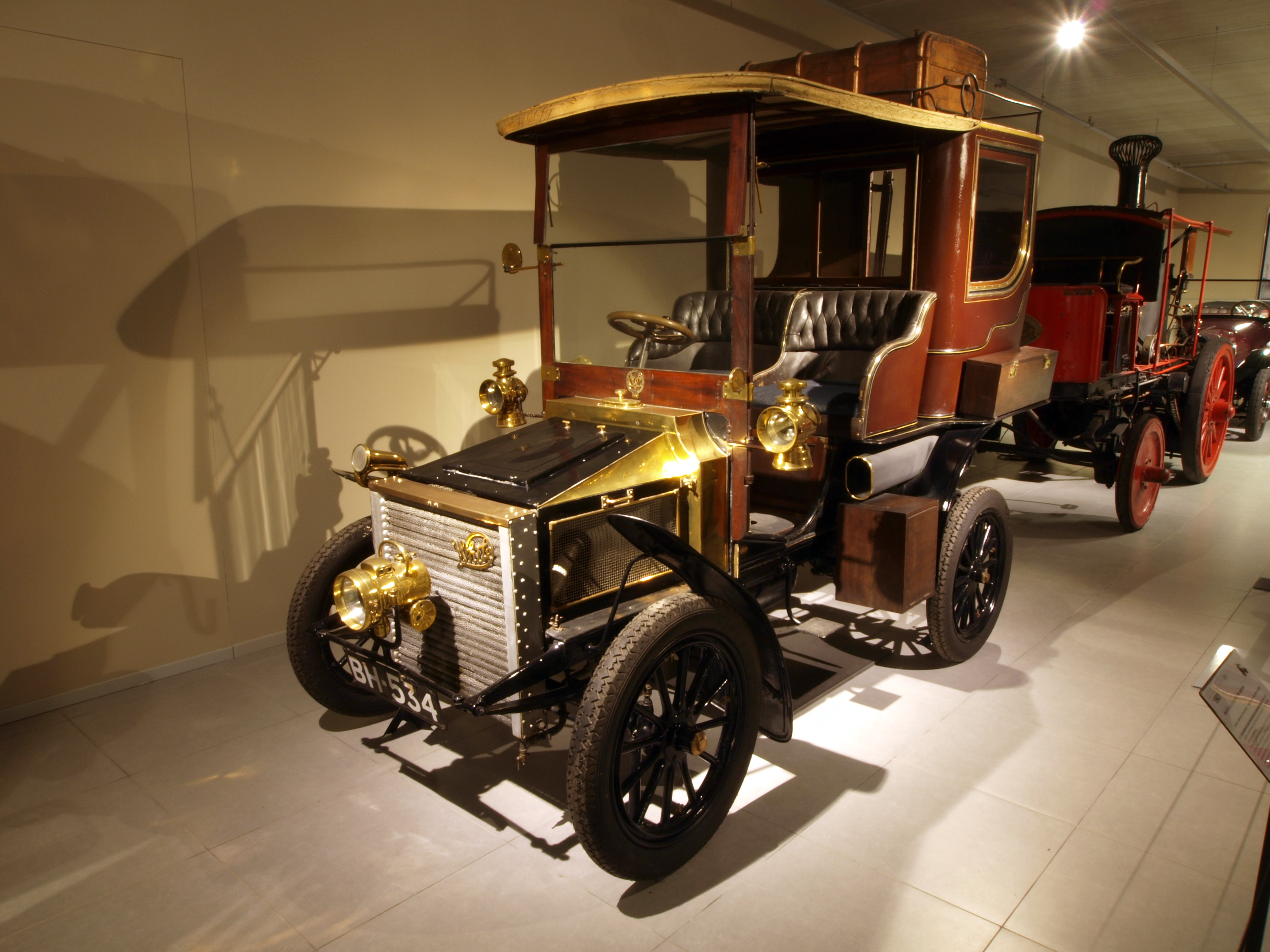
White Model C in het Louwman Museum (1903)

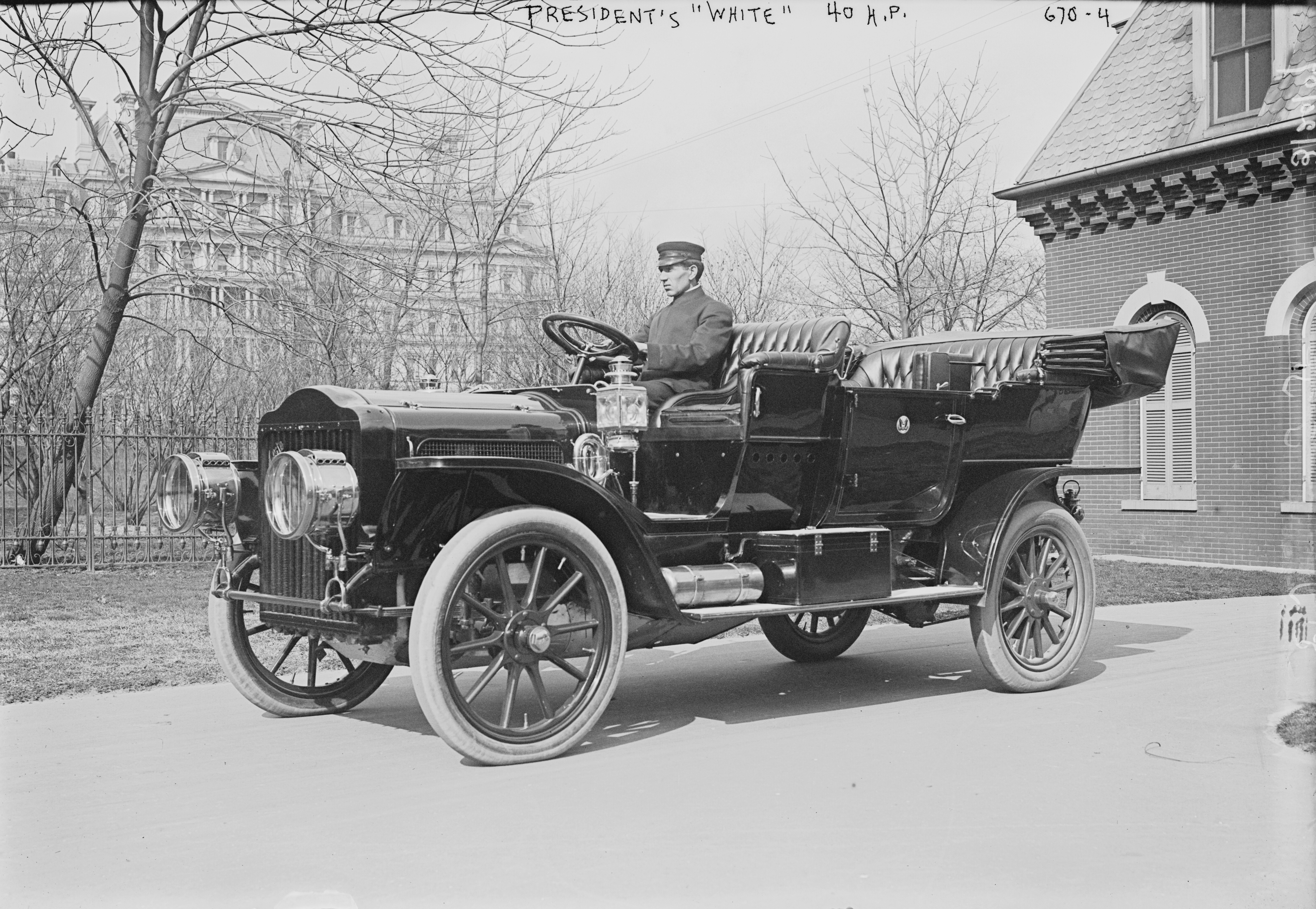
White auto van president Taft

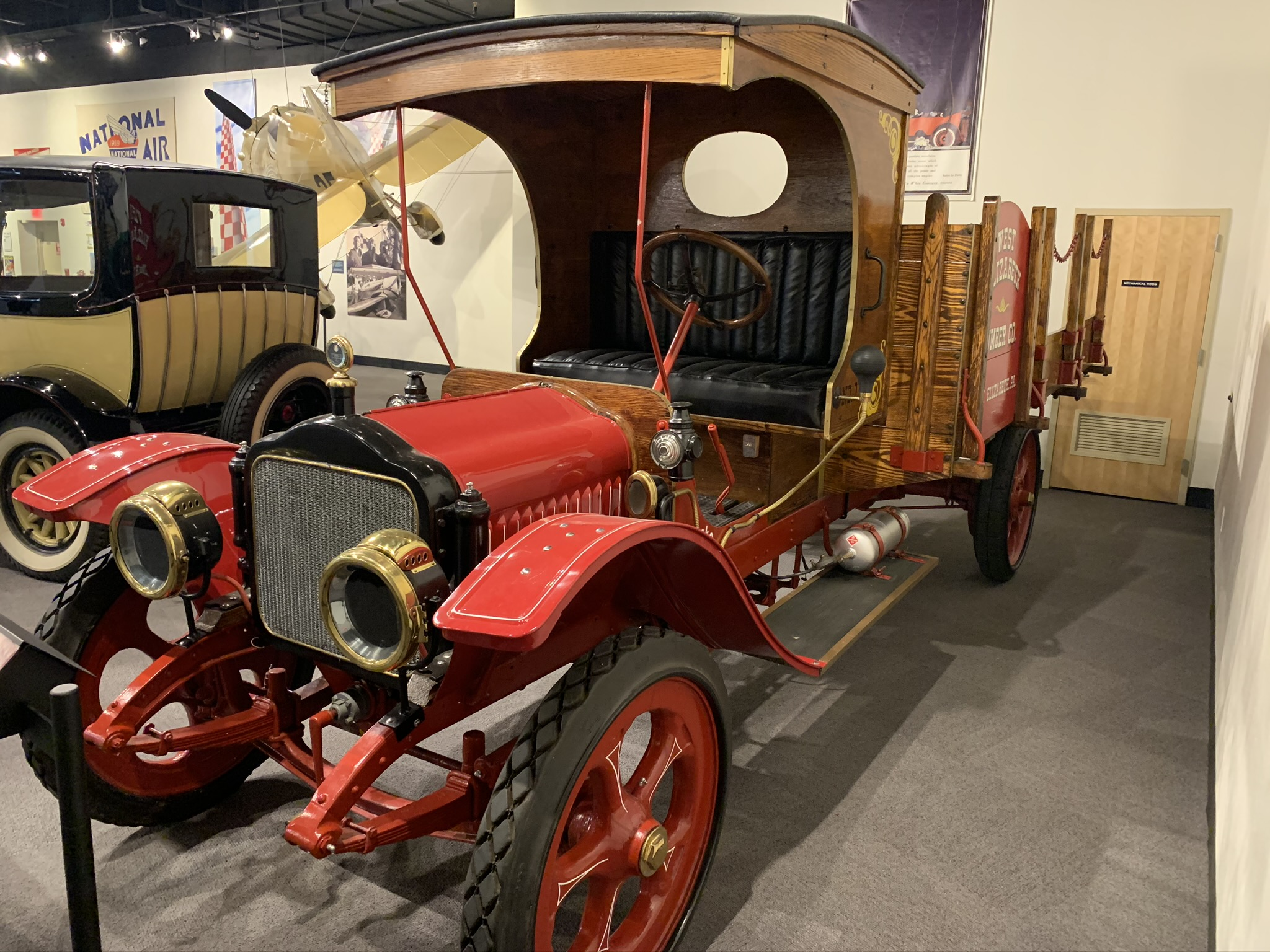
White vrachtauto (1909)

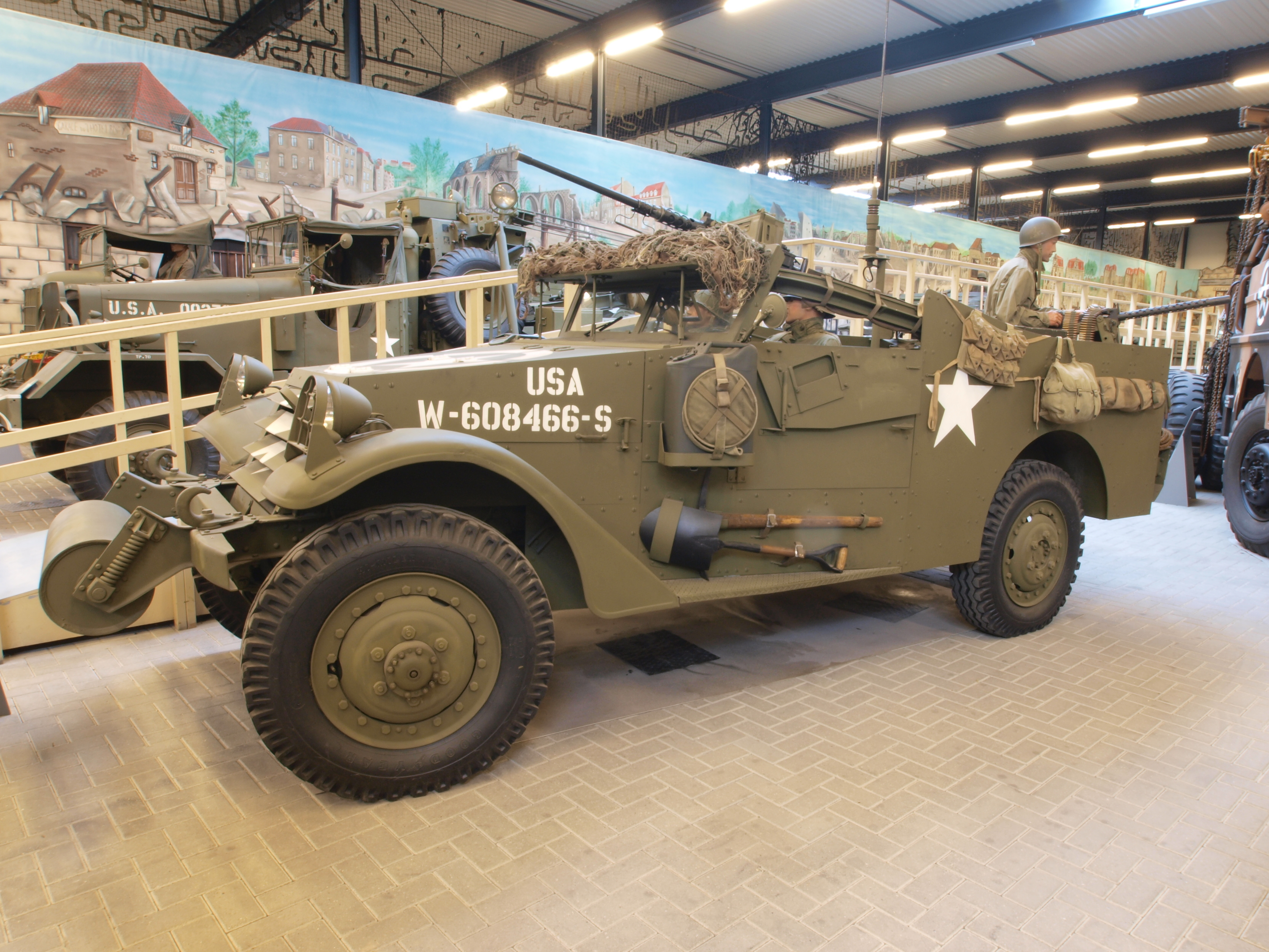
White M3A1 Scout Car

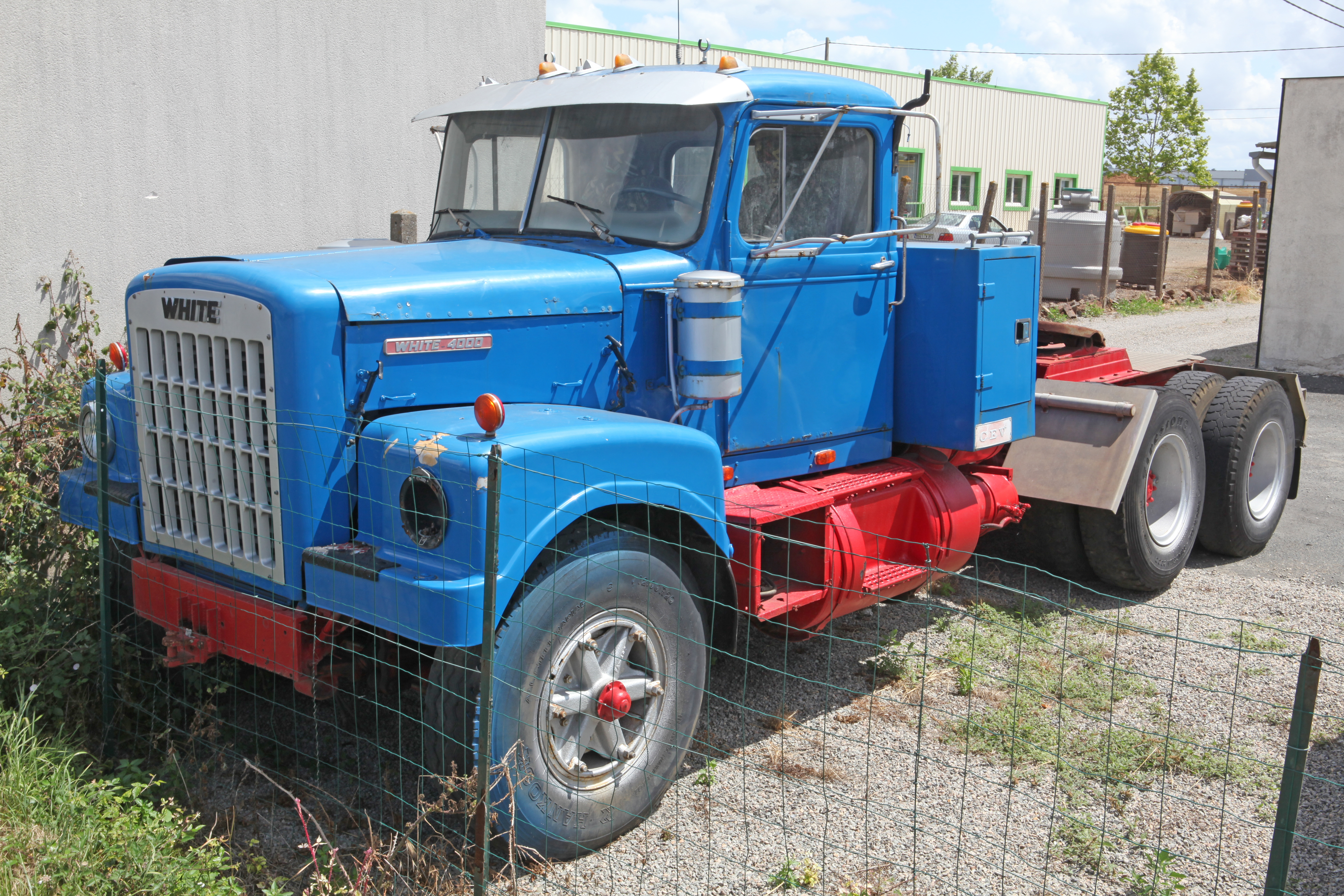
White 4000

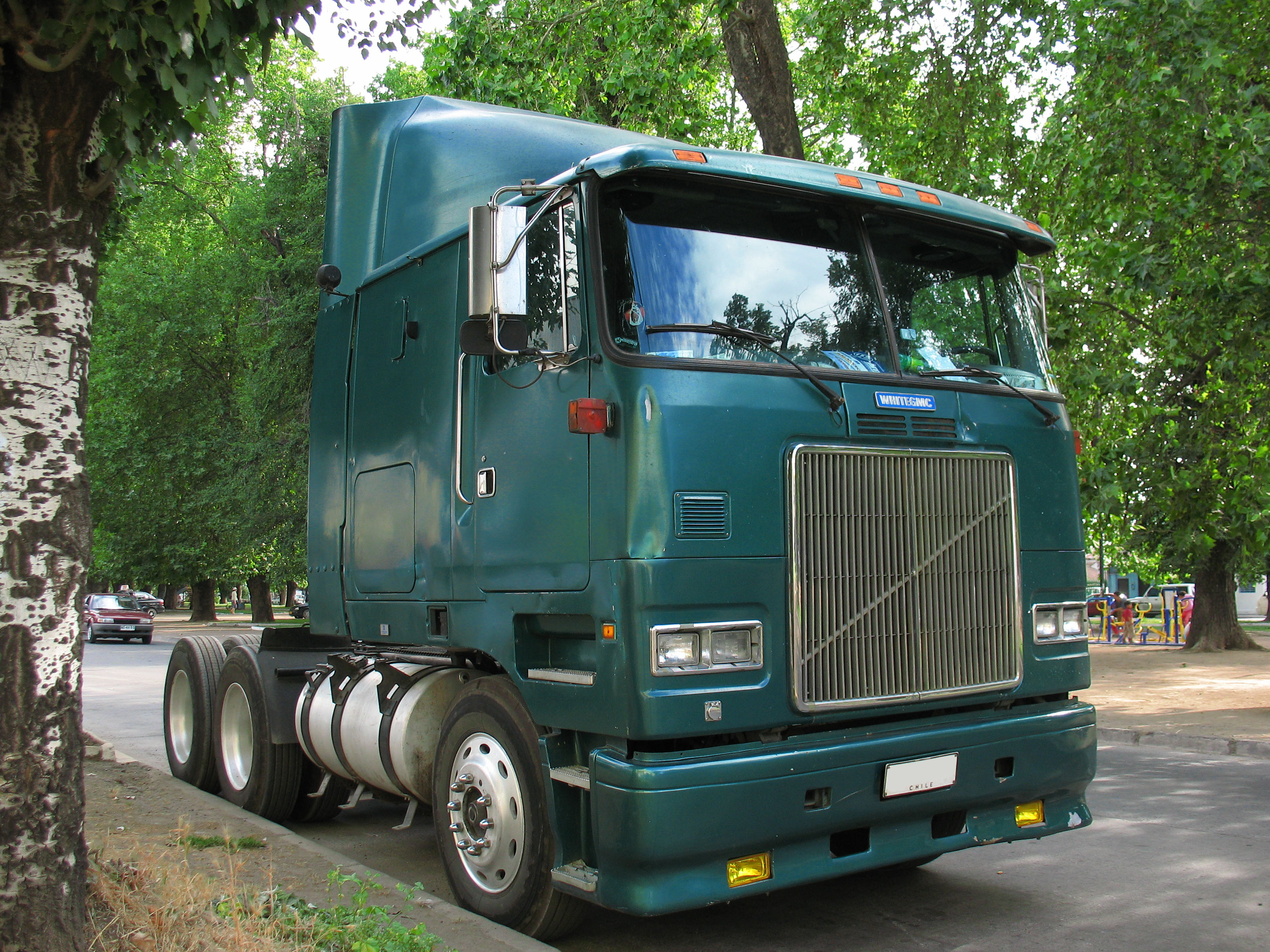
White-GMC Road Commander II (1993)

White Motor Company was een Amerikaanse fabrikant van voornamelijk auto's, vrachtwagens, autobussen en landbouwtractoren van 1900 tot 1980. Naast de civiele markten van het Amerikaanse leger ook een belangrijke klant van het bedrijf. In 1980 ging het bedrijf failliet.

## Geschiedenis

### Stoomwagens
In 1866 richtte Thomas H. White (1836–1914) de White Sewing Machine Company op. Het was een fabrikant van naaimachines, maar maakte ook fietsen. Rond 1898 kocht Thomas White een stoomwagen, maar hij vond de stoomketel onbetrouwbaar. Zijn zoon Rollin White (1872-1962) paste de ketel aan zodat het water alleen stroomde wanneer het werd rondgepompt, waardoor de stoomopwekking beter kon worden gereguleerd. Verder zorgde hij dat het stoom voor de laatste keer dicht langs de vuurhaard kwam, waardoor de temperatuur nog beter kon worden geregeld. Rollin patenteerde zijn stoomgenerator, patentnummer 659.837, in 1900.
Rollin mocht van zijn vader een deel van de fabriek gebruiken om een auto te bouwen. Rollins broer Windsor kwam bij het bedrijf en ook een andere broer, Walter. Rollin was de technicus, Windsor (1866-1952) deed de bedrijfsvoering en Walter (1876-1929) was verantwoordelijk voor de verkoop en distributie. In oktober 1900 waren er 50 auto’s gereed, na maanden van testen kwam de auto in april 1901 in de verkoop. De auto's werden aangeboden door de automobielafdeling van White Sewing Machine, en men kon het zich niet veroorloven de reputatie van het moederbedrijf te schaden door de introductie van een niet-getest product. In 1905 werd de automobielafdeling van het moederbedrijf afgescheiden en ging verder als White Motor Company.
In 1907 stond president Theodore Roosevelt toe dat de geheime dienst met een White auto achter zijn paardenkoets zou rijden. In 1909 werden de stallen bij het Witte Huis omgebouwd tot een garage en president William Howard Taft kocht vier auto's waaronder een White. Deze 40 pk White Model M 7-zits tourer was een van de laatste voertuigen uitgerust met een stoommachine en dit leidde tot goede publiciteit voor de White Motor Company. Het voertuig in ondergebracht in de collectie van de Heritage Museums and Gardens in Sandwich (Massachusetts).
In januari 1911 werd de laatste stoomauto gebouwd waarna de overstap werd gemaakt naar benzinemotoren. Er zijn in totaal ongeveer 10.000 White auto's met stoomaandrijving gemaakt.
Rollin raakte meer geïnteresseerd in landbouwtractoren en ontwikkelde ontwerpen voor tractoren die veel onderdelen gebruikte van de White vrachtwagens. Het bedrijf zag dit echter niet zitten, waarop Rollin in 1914 bij White Motor vertrok. Hij, met zijn broer Clarence, richtte Cleveland Motor Plow Company op, wat omstreeks 1918 werd hernoemd naar Cleveland Tractor Company (Cletrac). Tussen 1922 en 1925 ontwierp en maakte Rollin nog kleine, betaalbare auto's die hij onder zijn eigen naam op de markt bracht. Dit was echter geen succes. 

### Vrachtwagens
White Motor Company beëindigde de productie van personenwagens na de Eerste Wereldoorlog om zich uitsluitend op vrachtwagens te concentreren. Het was zeer succesvol en bereikte een marktaandeel van 10% in de Verenigde Staten. Nadat Walter White was omgekomen bij een verkeersongeval, veranderde de bedrijfsvoering en ook de bedrijfscultuur. Werknemers richtten een van de eerste autovakbonden van het land op. De economisch crisis van de jaren 1930 veroorzaakte een daling van de verkoop, waardoor White Motor samenging met Studebaker, maar dit duurde slechts twee jaar en werd White Motor weer onafhankelijk.
Tijdens de Tweede Wereldoorlog stond de productie van militair rollend materieel centraal. White had de M3 Scout Car ontworpen en in productie genomen en later volgde de M2, M3, M13 en M16 half-tracks. 
White Motor maakte vrachtwagens in alle klassen, maar na de Tweede Wereldoorlog werd de beslissing genomen om alleen zware vrachtwagens te produceren. Diverse andere fabrikanten werden overgenomen, zoals Sterling in 1951, Autocar in 1953, REO in 1957 en een jaar later Diamond T.  White Motor sloot ook een overeenkomst met Consolidated Freightways om Freightliner vrachtwagens te verkopen via het dealernetwerk. In 1967 startte White Motor de Western Star-divisie om vrachtwagens aan de westkust te verkopen. De vrachtwagens werden verkocht onder de merknamen White, Autocar en Western Star. Tussen 1950 en 1967 steeg de omzet van het bedrijf van US$ 130 miljoen naar US$ 770 miljoen.
Na de oorlog was White Motor actiever geworden in de markt voor landbouwvoertuigen zoals tractoren en combines. Rollin White had in 1944 Cletrac aan Oliver Corporation of Chicago verkocht. In 1961 nam White Motor de activa en ontwerpen van Cletrac over en ook de merknaam Oliver. Diverse andere overnames volgden zoals Cockshutt Farm Equipment Company of Canada in 1962 en Minesota Moline in 1963. In 1969 werden deze belangen ondergebracht in de White Farm Equipment Company. In 1967 werd de motorfabrikant Hercules Motors Corporation ingelijfd. White had ambitieuze plannen voor nieuwe motoren en bouwde een nieuwe motorenfabriek in Canton. De naam van Hercules werd gewijzigd in White Engine.
In de jaren zestig liepen de verkopen van vrachtwagens terug en in de begin jaren zeventig ook die van landbouwmachines door de gestegen olieprijs en de daaropvolgende economische recessie. White Motor raakte in problemen en stelde een fusie voor met White Consolidated Industries, een conglomeraat voortgekomen uit White Sewing Machine Company, maar de Amerikaanse regering blokkeerde deze transactie. Het bedrijf opende nog fabrieken in Virginia en Utah, hier waren geen vakbonden en de lonen lager, maar dit was geen echte oplossing voor het financiële probleem. De regering keurde alsnog een fusie met White Consolidated goed uit vrees voor problemen als White Motor zou verdwijnen. Verder werden fusies overwogen met Daimler of Renault, deze Europese fabrikanten maakten ook lichte en middelzware vrachtwagens hetgeen het productaanbod van White Motor zou verbeteren.

### Faillissement
Al deze plannen en maatregelen konden niet voorkomen dat White Motor failliet ging. In april 1980 staakten de werkzaamheden bij White Farm en in september 1980 ging White Motor ten onder. In 1979 realiseerden de bedrijven nog een omzet van US$ 1,2 miljard en telde meer dan 10.000 medewerkers. Alle bedrijfsonderdelen kwamen in de verkoop. De curator verkocht in december 1980 White Farm aan TIC Investment Company. Volvo kocht de vrachtwagenactiviteiten in de Verenigde Staten in 1981. Twee energiebedrijven kochten de activiteiten in Canada en Western Star.
Volvo continueerde de productie en verkoop van White en Autocar vrachtwagen. Western Star bleef in Canada en de Verenigde Staten actief en verkocht ook Volvo-White geproduceerde modellen in Canada tot in de vroege jaren 1990 .
In 1988 fuseerden Volvo en General Motors (GM) hun zware vrachtwagenactiviteiten in Noord-Amerika en de twee gingen samen verder in de joint venture Volvo GM Heavy Truck Corporation. Volvo stond op de vierde plaats in de markt voor zware vrachtwagens en GM op plaats vijf. De combinatie kwam op plaats drie, na Navistar en Paccar, maar voor Mack. Volvo had 65% van de aandelen in de joint venture en droeg de bestuursverantwoordelijkheid. Hieruit kwam ook een nieuw merk vrachtwagens, White-GMC. Western Star werd in 1990 verkocht aan de Australische ondernemer Terry Peabody. In 1997 nam Volvo het minderheidsbelang van GM in de joint venture over. Door deze actie verdween de merknaam White-GMC en de vrachtwagens werden weer verkocht als Volvo of Autocar. Vervolgens werd Western Star door Peabody doorverkocht aan DaimlerChrysler en gefuseerd met de Amerikaanse dochteronderneming Freightliner. Volvo heeft elke verwijzing naar White laten vallen en is nu Volvo Trucks North America. De merknaam Autocar bleef tot 2000 in gebruik door Volvo.

## Naslagwerken
- (en)  Bunn, Don White trucks, 1900 through 1937: photo archive, Iconografix, Hudson, Wiscounsin (1998) ISBN 9781882256808
- (en)  Bertram, Barry, R. White trucks of the 1950s, Iconografix, Hudson, Wiscounsin (2009) ISBN 9781583882306
- (en)  Bertram, Barry, R. White trucks of the 1960s, Iconografix, Hudson, Wiscounsin (2009) ISBN 9781583882405